# Corregimiento
Corregimiento è un termine spagnolo (in catalano corregiment) per indicare una suddivisione amministrativa, retto da un funzionario detto corregidor.

## Corregimientos storici
Questo tipo di suddivisione amministrativa erano storicamente usati in:

### Castiglia
Nella Vecchia Castiglia i corregimientos esistevano fin dal XIII secolo ed erano suddivisioni amministrative della Junta General de las Siete Merindades de Castilla Vieja.. Dopo i Decreti di Nueva Planta il corregidor fu sostituito da un Intendente e questo termine rimase in uso fino al 1835, anno in cui venne riorganizzata la struttura amministrativa sotto il regno della regina Isabella II.

### Aragona
Nei territori dell'Aragona, Catalogna e Comunità Valenzana, anticamente uniti nella Corona d'Aragona il corregimiento sostituì il precedente sistema amministrativo dopo i Decreti di Nueva Planta. Vennero temporaneamente soppressi durante la Guerra d'indipendenza spagnola sostituiti dal sistema di suddivisione in uso in Francia e definitivamente eliminati con la riforma amministrativa spagnola nel 1833.

## Corregimientos moderni

### Colombia
I Corregimientos della Colombia sono una suddivisione amministrativa più piccola rispetto a quelli storici. Il termine è usato per quelle località che non raggiungono la popolazione per essere classificati come comuni nelle aree più inospitali del paese.

### Panamà
I Corregimientos di Panamà sono suddivisioni amministrative dei Distretti di Panama, guidate da un Representante de Corregimiento, detto anche Corregidor.